# Berlin River Drivers
Berlin River Drivers byl profesionální americký klub ledního hokeje, který sídlil v Berlině ve státě New Hampshire. V letech 2015–2017 působil v profesionální soutěži Federal Hockey League. River Drivers ve své poslední sezóně v FHL skončily ve finále play-off. Své domácí zápasy odehrával v hale Notre Dame Arena s kapacitou 1 680 diváků. Klubové barvy byly čokoládová, béžová a černá.

## Přehled ligové účasti
Zdroj: 
- 2015–2017: Federal Hockey League